# El Retiro, Chiapa de Corzo
El Retiro är en ort i Mexiko.   Den ligger i kommunen Chiapa de Corzo och delstaten Chiapas, i den sydöstra delen av landet, 700 km öster om huvudstaden Mexico City. El Retiro ligger 508 meter över havet och antalet invånare är 142.
Terrängen runt El Retiro är varierad. Runt El Retiro är det ganska tätbefolkat, med 58 invånare per kvadratkilometer. Närmaste större samhälle är Tuxtla Gutiérrez, 15,0 km väster om El Retiro. Omgivningarna runt El Retiro är en mosaik av jordbruksmark och naturlig växtlighet.